# Pine Bluff 20A
Pine Bluff 20A är ett reservat i Kanada.   Det ligger i provinsen Saskatchewan, i den centrala delen av landet, 2 200 km väster om huvudstaden Ottawa. Pine Bluff 20A ligger vid sjöarna  Meadow Lake och Muskeg Lakes.
I omgivningarna runt Pine Bluff 20A växer i huvudsak barrskog. Trakten runt Pine Bluff 20A är nära nog obefolkad, med mindre än två invånare per kvadratkilometer.